# Lista över fotbollsövergångar i Sverige vintern 2014/2015
Detta är en lista över fotbollsövergångar i Sverige vintern 2014/2015.
Endast övergångar i Allsvenskan är inkluderade.

## Allsvenskan

### AIK
| Nr | Land         | Pos | Namn                                         |
| -- | ------------ | --- | -------------------------------------------- |
|    | Norge        | A   | Fredrik Brustad (från Stabæk)                |
|    | Sverige      | MF  | Johan Blomberg (från Halmstads BK)           |
|    | Island       | F   | Haukur Hauksson (från KR Reykjavik)          |
|    | Sierra Leone | A   | Mohamed Bangura (från Istanbul BB)           |
|    | Nigeria      | MF  | Dickson Etuhu (från Blackburn Rovers)        |
|    | Ghana        | F   | Patrick Kpozo (från Inter Allies)            |
|    | Brasilien    | F   | Alex Pereira (Inlånad från AFC United)       |
|    | Sverige      | MF  | Christos Gravius (Uppflyttad från U19-laget) |

| Nr | Land         | Pos | Namn                                         |
| -- | ------------ | --- | -------------------------------------------- |
|    | Norge        | A   | Fredrik Brustad (från Stabæk)                |
|    | Sverige      | MF  | Johan Blomberg (från Halmstads BK)           |
|    | Island       | F   | Haukur Hauksson (från KR Reykjavik)          |
|    | Sierra Leone | A   | Mohamed Bangura (från Istanbul BB)           |
|    | Nigeria      | MF  | Dickson Etuhu (från Blackburn Rovers)        |
|    | Ghana        | F   | Patrick Kpozo (från Inter Allies)            |
|    | Brasilien    | F   | Alex Pereira (Inlånad från AFC United)       |
|    | Sverige      | MF  | Christos Gravius (Uppflyttad från U19-laget) |

| Nr | Land       | Pos | Namn                                     |
| -- | ---------- | --- | ---------------------------------------- |
| 16 | Togo       | MF  | Lalawélé Atakora (till Helsingborgs IF)  |
| 16 | Sverige    | F   | Martin Lorentzson (till Åtvidabergs FF)  |
|    | Nigeria    | A   | Kennedy Igboananike (till Chicago Fire)  |
|    | Ghana      | MF  | Ibrahim Moro (till FK Kajrat)            |
|    | Sverige    | F   | Alexander Milosevic (till Beşiktaş)      |
|    | Costa Rica | MF  | Celso Borges (till Deportivo La Coruna)  |
|    | Ghana      | A   | Kwame Karikari (till Halmstads BK)       |
|    | Sverige    | MF  | Nicklas Maripuu (till IK Sirius)         |
|    | Sverige    | F   | Edward Owusu (Utlånad till Akropolis IF) |

| Nr | Land       | Pos | Namn                                     |
| -- | ---------- | --- | ---------------------------------------- |
| 16 | Togo       | MF  | Lalawélé Atakora (till Helsingborgs IF)  |
| 16 | Sverige    | F   | Martin Lorentzson (till Åtvidabergs FF)  |
|    | Nigeria    | A   | Kennedy Igboananike (till Chicago Fire)  |
|    | Ghana      | MF  | Ibrahim Moro (till FK Kajrat)            |
|    | Sverige    | F   | Alexander Milosevic (till Beşiktaş)      |
|    | Costa Rica | MF  | Celso Borges (till Deportivo La Coruna)  |
|    | Ghana      | A   | Kwame Karikari (till Halmstads BK)       |
|    | Sverige    | MF  | Nicklas Maripuu (till IK Sirius)         |
|    | Sverige    | F   | Edward Owusu (Utlånad till Akropolis IF) |

### BK Häcken
| Nr | Land    | Pos | Namn                                        |
| -- | ------- | --- | ------------------------------------------- |
|    | Ghana   | MF  | Mohammed Abubakari (från Åtvidabergs FF)    |
|    | Sverige | F   | Jasmin Sudic (från Mjällby AIF)             |
|    | Kosovo  | A   | Dardan Rexhepi (från IF Brommapojkarna)     |
|    | Sverige | MV  | Alexander Nadj (från Östers IF)             |
|    | Sverige | MF  | Joakim Olausson (från Atalanta)             |
|    | Sverige | F   | Tom Söderberg (från IF Elfsborg)            |
|    | Uruguay | F   | Diego Lugano (från West Bromwich Albion)    |
|    | Sverige | MF  | Gustav Berggren (Uppflyttad från U19-laget) |
|    | Sverige | MF  | Joel Andersson (Uppflyttad från U19-laget)  |
|    | Sverige | MF  | Adam Andersson (Uppflyttad från U19-laget)  |

| Nr | Land    | Pos | Namn                                        |
| -- | ------- | --- | ------------------------------------------- |
|    | Ghana   | MF  | Mohammed Abubakari (från Åtvidabergs FF)    |
|    | Sverige | F   | Jasmin Sudic (från Mjällby AIF)             |
|    | Kosovo  | A   | Dardan Rexhepi (från IF Brommapojkarna)     |
|    | Sverige | MV  | Alexander Nadj (från Östers IF)             |
|    | Sverige | MF  | Joakim Olausson (från Atalanta)             |
|    | Sverige | F   | Tom Söderberg (från IF Elfsborg)            |
|    | Uruguay | F   | Diego Lugano (från West Bromwich Albion)    |
|    | Sverige | MF  | Gustav Berggren (Uppflyttad från U19-laget) |
|    | Sverige | MF  | Joel Andersson (Uppflyttad från U19-laget)  |
|    | Sverige | MF  | Adam Andersson (Uppflyttad från U19-laget)  |

| Nr | Land    | Pos | Namn                                                              |
| -- | ------- | --- | ----------------------------------------------------------------- |
|    | Ghana   | MF  | Richard Donkor (återvänder efter lån till Right to dream Academy) |
|    | Ghana   | A   | Augustine Okrah (återvänder efter lån till Bechem United)         |
|    | Sverige | MF  | Oscar Lewicki (till Malmö FF)                                     |
|    | Sverige | A   | Hosam Aiesh (till Östersunds FK)                                  |
|    | Sverige | F   | Björn Anklev (till Örgryte IS)                                    |
|    | Sverige | MV  | Teodor Söderberg (till Qviding FIF)                               |
|    | Sverige | F   | Fredrik Björck (till Örgryte IS)                                  |
|    | Sverige | A   | Carlos Strandberg (till CSKA Moskva)                              |
|    | Sverige | F   | Ronald Mukiibi (Utlånad till Östersunds FK)                       |

| Nr | Land    | Pos | Namn                                                              |
| -- | ------- | --- | ----------------------------------------------------------------- |
|    | Ghana   | MF  | Richard Donkor (återvänder efter lån till Right to dream Academy) |
|    | Ghana   | A   | Augustine Okrah (återvänder efter lån till Bechem United)         |
|    | Sverige | MF  | Oscar Lewicki (till Malmö FF)                                     |
|    | Sverige | A   | Hosam Aiesh (till Östersunds FK)                                  |
|    | Sverige | F   | Björn Anklev (till Örgryte IS)                                    |
|    | Sverige | MV  | Teodor Söderberg (till Qviding FIF)                               |
|    | Sverige | F   | Fredrik Björck (till Örgryte IS)                                  |
|    | Sverige | A   | Carlos Strandberg (till CSKA Moskva)                              |
|    | Sverige | F   | Ronald Mukiibi (Utlånad till Östersunds FK)                       |

### Djurgårdens IF
| Nr | Land     | Pos | Namn                                      |
| -- | -------- | --- | ----------------------------------------- |
|    | Gambia   | F   | Omar Colley (från KuPS)                   |
|    | Sverige  | F   | Tim Björkström (från IF Brommapojkarna)   |
|    | Sverige  | F   | Elliot Käck (från IK Sirius)              |
|    | Sverige  | MF  | Kevin Walker (från GIF Sundsvall)         |
|    | Norge    | MF  | Daniel Berntsen (från Rosenborg)          |
|    | Liberia  | A   | Sam Johnson (från IK Frej)                |
|    | Sverige  | MF  | Jesper Karlström (från IF Brommapojkarna) |
|    | Sverige  | MF  | Kerim Mrabti (från IK Sirius)             |
|    | Sydkorea | MF  | Yoon Soo-Yong (från Nike Academy)         |
|    | Zimbabwe | A   | Nyasha Mushekwi (från Mamelodi Sundowns)  |

| Nr | Land     | Pos | Namn                                      |
| -- | -------- | --- | ----------------------------------------- |
|    | Gambia   | F   | Omar Colley (från KuPS)                   |
|    | Sverige  | F   | Tim Björkström (från IF Brommapojkarna)   |
|    | Sverige  | F   | Elliot Käck (från IK Sirius)              |
|    | Sverige  | MF  | Kevin Walker (från GIF Sundsvall)         |
|    | Norge    | MF  | Daniel Berntsen (från Rosenborg)          |
|    | Liberia  | A   | Sam Johnson (från IK Frej)                |
|    | Sverige  | MF  | Jesper Karlström (från IF Brommapojkarna) |
|    | Sverige  | MF  | Kerim Mrabti (från IK Sirius)             |
|    | Sydkorea | MF  | Yoon Soo-Yong (från Nike Academy)         |
|    | Zimbabwe | A   | Nyasha Mushekwi (från Mamelodi Sundowns)  |

| Nr | Land      | Pos | Namn                                           |
| -- | --------- | --- | ---------------------------------------------- |
|    | Sverige   | MF  | Andreas Johansson (Slutar)                     |
|    | Sverige   | F   | Mattias Östberg (Slutar)                       |
|    | Sverige   | F   | Philip Sparrdal Mantilla (till IFK Mariehamn)  |
|    | Sverige   | A   | Erton Fejzullahu (till Beijing Guoan)          |
|    | Sverige   | MV  | Eric Dahlgren (Klubb ej klar)                  |
|    | Sverige   | MF  | Simon Tibbling (till Groningen)                |
|    | Sydafrika | MF  | Mark Mayambela (Klubb ej klar)                 |
|    | Sverige   | MF  | Philip Hellquist (till SC Wiener Neustadt)     |
|    | Sverige   | MF  | Christian Rubio Sivodedov (till Schalke 04)    |
|    | Sverige   | MF  | Nahir Oyal (till Syrianska FC)                 |
|    | Sverige   | F   | Frej Ersa Engberg (Utlånad till IK Sirius)     |
|    | Sverige   | MF  | Tim Söderström (Utlånad till Jönköpings Södra) |
|    | Sverige   | F   | Kevin Deeromram (Utlånad till Werder Bremen)   |
|    | Sverige   | F   | Jakob Glasberg (Utlånad till IK Frej)          |

| Nr | Land      | Pos | Namn                                           |
| -- | --------- | --- | ---------------------------------------------- |
|    | Sverige   | MF  | Andreas Johansson (Slutar)                     |
|    | Sverige   | F   | Mattias Östberg (Slutar)                       |
|    | Sverige   | F   | Philip Sparrdal Mantilla (till IFK Mariehamn)  |
|    | Sverige   | A   | Erton Fejzullahu (till Beijing Guoan)          |
|    | Sverige   | MV  | Eric Dahlgren (Klubb ej klar)                  |
|    | Sverige   | MF  | Simon Tibbling (till Groningen)                |
|    | Sydafrika | MF  | Mark Mayambela (Klubb ej klar)                 |
|    | Sverige   | MF  | Philip Hellquist (till SC Wiener Neustadt)     |
|    | Sverige   | MF  | Christian Rubio Sivodedov (till Schalke 04)    |
|    | Sverige   | MF  | Nahir Oyal (till Syrianska FC)                 |
|    | Sverige   | F   | Frej Ersa Engberg (Utlånad till IK Sirius)     |
|    | Sverige   | MF  | Tim Söderström (Utlånad till Jönköpings Södra) |
|    | Sverige   | F   | Kevin Deeromram (Utlånad till Werder Bremen)   |
|    | Sverige   | F   | Jakob Glasberg (Utlånad till IK Frej)          |

### Falkenbergs FF
| Nr | Land    | Pos | Namn                                    |
| -- | ------- | --- | --------------------------------------- |
|    | Sverige | MF  | Kamal Mustafa (från IS Halmia)          |
|    | Sverige | F   | Rasmus Sjöstedt (från Kalmar FF)        |
|    | Sverige | MV  | Alexander Lundin (från Mjällby AIF)     |
|    | Egypten | MF  | Alexander Jakobsen (från PSV Eindhoven) |
|    | Ghana   | MF  | Enock Kwakwa (från Ullensaker/Kisa IL)  |
|    | England | A   | Hakeem Araba (från Panthrakikos FC)     |

| Nr | Land    | Pos | Namn                                    |
| -- | ------- | --- | --------------------------------------- |
|    | Sverige | MF  | Kamal Mustafa (från IS Halmia)          |
|    | Sverige | F   | Rasmus Sjöstedt (från Kalmar FF)        |
|    | Sverige | MV  | Alexander Lundin (från Mjällby AIF)     |
|    | Egypten | MF  | Alexander Jakobsen (från PSV Eindhoven) |
|    | Ghana   | MF  | Enock Kwakwa (från Ullensaker/Kisa IL)  |
|    | England | A   | Hakeem Araba (från Panthrakikos FC)     |

| Nr | Land    | Pos | Namn                                    |
| -- | ------- | --- | --------------------------------------- |
|    | Island  | MF  | Haldor Orri Björnsson (Klubb ej klar)   |
|    | Sverige | MF  | Carl-Oscar Andersson (Klubb ej klar)    |
|    | Sverige | A   | Andrés Thorleifsson (till Riala GoIF)   |
|    | Sverige | MF  | Anton Wede (till Helsingborgs IF)       |
|    | Sverige | MV  | Rasmus Rydén (till Östers IF)           |
|    | Sverige | MF  | Arben Ajdarevic (till Tvååkers IF)      |
|    | Sverige | A   | Matteo Blomqvist-Zampi (till Östers IF) |

| Nr | Land    | Pos | Namn                                    |
| -- | ------- | --- | --------------------------------------- |
|    | Island  | MF  | Haldor Orri Björnsson (Klubb ej klar)   |
|    | Sverige | MF  | Carl-Oscar Andersson (Klubb ej klar)    |
|    | Sverige | A   | Andrés Thorleifsson (till Riala GoIF)   |
|    | Sverige | MF  | Anton Wede (till Helsingborgs IF)       |
|    | Sverige | MV  | Rasmus Rydén (till Östers IF)           |
|    | Sverige | MF  | Arben Ajdarevic (till Tvååkers IF)      |
|    | Sverige | A   | Matteo Blomqvist-Zampi (till Östers IF) |

### Gefle IF
| Nr | Land    | Pos | Namn                                            |
| -- | ------- | --- | ----------------------------------------------- |
|    | Sverige | MF  | Jacob Ericsson (från Örgryte IS)                |
|    | Danmark | F   | Martin Rauschenberg (från Stjarnan)             |
|    | Kosovo  | F   | Ilir Berisha (från Örebro SK)                   |
|    | Sverige | A   | Jacob Hjelte (Uppflyttad från U19-laget)        |
|    | Sverige | MF  | Christoffer Aspgren (Uppflyttad från U19-laget) |
|    | Sverige | MF  | Samuel Gussman (Uppflyttad från U19-laget)      |

| Nr | Land    | Pos | Namn                                            |
| -- | ------- | --- | ----------------------------------------------- |
|    | Sverige | MF  | Jacob Ericsson (från Örgryte IS)                |
|    | Danmark | F   | Martin Rauschenberg (från Stjarnan)             |
|    | Kosovo  | F   | Ilir Berisha (från Örebro SK)                   |
|    | Sverige | A   | Jacob Hjelte (Uppflyttad från U19-laget)        |
|    | Sverige | MF  | Christoffer Aspgren (Uppflyttad från U19-laget) |
|    | Sverige | MF  | Samuel Gussman (Uppflyttad från U19-laget)      |

| Nr | Land      | Pos | Namn                               |
| -- | --------- | --- | ---------------------------------- |
|    | Sverige   | MF  | Simon Lundevall (till IF Elfsborg) |
|    | Sverige   | F   | Olof Mård (till Sandvikens IF)     |
|    | Sverige   | MF  | Marcus Hansson (till Tromsö)       |
|    | Sydafrika | MF  | Sive Pekezela (Klubb ej klar)      |

| Nr | Land      | Pos | Namn                               |
| -- | --------- | --- | ---------------------------------- |
|    | Sverige   | MF  | Simon Lundevall (till IF Elfsborg) |
|    | Sverige   | F   | Olof Mård (till Sandvikens IF)     |
|    | Sverige   | MF  | Marcus Hansson (till Tromsö)       |
|    | Sydafrika | MF  | Sive Pekezela (Klubb ej klar)      |

### GIF Sundsvall
| Nr | Land      | Pos | Namn                                    |
| -- | --------- | --- | --------------------------------------- |
|    | Luxemburg | MF  | Lars Krogh Gerson (från IFK Norrköping) |
|    | Sverige   | MF  | Smajl Suljevic (från Dalkurd FF)        |
|    | England   | MV  | Lloyd Saxton (från Ånge IF)             |

| Nr | Land      | Pos | Namn                                    |
| -- | --------- | --- | --------------------------------------- |
|    | Luxemburg | MF  | Lars Krogh Gerson (från IFK Norrköping) |
|    | Sverige   | MF  | Smajl Suljevic (från Dalkurd FF)        |
|    | England   | MV  | Lloyd Saxton (från Ånge IF)             |

| Nr | Land    | Pos | Namn                                      |
| -- | ------- | --- | ----------------------------------------- |
|    | Sverige | MF  | Kevin Walker (till Djurgårdens IF)        |
|    | Sverige | MF  | Johan Lundgren (till GAIS)                |
|    | Sverige | MF  | Philip Olofsson (till Ånge IF)            |
|    | Sverige | MF  | Cevin Dotson (till Selånger FK)           |
|    | Sverige | MF  | Granit Buzuku (Utlånad till Egersunds IK) |

| Nr | Land    | Pos | Namn                                      |
| -- | ------- | --- | ----------------------------------------- |
|    | Sverige | MF  | Kevin Walker (till Djurgårdens IF)        |
|    | Sverige | MF  | Johan Lundgren (till GAIS)                |
|    | Sverige | MF  | Philip Olofsson (till Ånge IF)            |
|    | Sverige | MF  | Cevin Dotson (till Selånger FK)           |
|    | Sverige | MF  | Granit Buzuku (Utlånad till Egersunds IK) |

### Halmstads BK
| Nr | Land    | Pos | Namn                                          |
| -- | ------- | --- | --------------------------------------------- |
|    | Sverige | F   | Christoffer Andersson (från Helsingborgs IF)  |
|    | Sverige | A   | Junes Barny (från Ängelholms FF)              |
|    | Libanon | F   | Mohammed Ali Khan (från Tianjin Teda FC)      |
|    | Ghana   | F   | Kwame Karikari (från AIK)                     |
|    | Norge   | MF  | Snorre Krogsgård (från Odd)                   |
|    | Sverige | F   | Andreas Bengtsson (Uppflyttad från U19-laget) |
|    | Sverige | A   | Perparim Beqaj (Uppflyttad från U19-laget)    |
|    | Sverige | A   | Sead Haksabanovic (Uppflyttad från U19-laget) |

| Nr | Land    | Pos | Namn                                          |
| -- | ------- | --- | --------------------------------------------- |
|    | Sverige | F   | Christoffer Andersson (från Helsingborgs IF)  |
|    | Sverige | A   | Junes Barny (från Ängelholms FF)              |
|    | Libanon | F   | Mohammed Ali Khan (från Tianjin Teda FC)      |
|    | Ghana   | F   | Kwame Karikari (från AIK)                     |
|    | Norge   | MF  | Snorre Krogsgård (från Odd)                   |
|    | Sverige | F   | Andreas Bengtsson (Uppflyttad från U19-laget) |
|    | Sverige | A   | Perparim Beqaj (Uppflyttad från U19-laget)    |
|    | Sverige | A   | Sead Haksabanovic (Uppflyttad från U19-laget) |

| Nr | Land    | Pos | Namn                                       |
| -- | ------- | --- | ------------------------------------------ |
|    | Island  | A   | Gudjon Baldvinsson (till FC Nordsjælland)  |
|    | Sverige | A   | Mikael Boman (till IFK Göteborg)           |
|    | Sverige | MF  | Johan Blomberg (till AIK)                  |
|    | Sverige | MF  | Oliver Silverholt (till Hammarby IF)       |
|    | Sverige | A   | Marcus Antonsson (till Kalmar FF)          |
|    | Island  | MF  | Kristinn Steindorsson (till Columbus Crew) |
|    | Sverige | MF  | Kristoffer Thydell (till Piteå IF)         |
|    | Sverige | F   | Johan Mauritzon (Klubb ej klar)            |
|    | Sverige | F   | Richard Magyar (till Aarau)                |

| Nr | Land    | Pos | Namn                                       |
| -- | ------- | --- | ------------------------------------------ |
|    | Island  | A   | Gudjon Baldvinsson (till FC Nordsjælland)  |
|    | Sverige | A   | Mikael Boman (till IFK Göteborg)           |
|    | Sverige | MF  | Johan Blomberg (till AIK)                  |
|    | Sverige | MF  | Oliver Silverholt (till Hammarby IF)       |
|    | Sverige | A   | Marcus Antonsson (till Kalmar FF)          |
|    | Island  | MF  | Kristinn Steindorsson (till Columbus Crew) |
|    | Sverige | MF  | Kristoffer Thydell (till Piteå IF)         |
|    | Sverige | F   | Johan Mauritzon (Klubb ej klar)            |
|    | Sverige | F   | Richard Magyar (till Aarau)                |

### Hammarby IF
| Nr | Land    | Pos | Namn                                       |
| -- | ------- | --- | ------------------------------------------ |
|    | Sverige | MF  | Oliver Silverholt (från Halmstads BK)      |
|    | Sverige | A   | Måns Söderqvist (från Kalmar FF)           |
|    | Island  | F   | Birkir Már Sævarsson (från Brann)          |
|    | Sverige | MF  | Philip Haglund (från IFK Göteborg)         |
|    | Sverige | MV  | William Eskelinen (från Värmdö IF)         |
|    | Sverige | MF  | Dusan Jajic (från IFK Haninge/Brandbergen) |
|    | Norge   | F   | Mats Solheim (från Kalmar FF)              |
|    | Sverige | A   | Isac Lidberg (Uppflyttad från U19-laget)   |

| Nr | Land    | Pos | Namn                                       |
| -- | ------- | --- | ------------------------------------------ |
|    | Sverige | MF  | Oliver Silverholt (från Halmstads BK)      |
|    | Sverige | A   | Måns Söderqvist (från Kalmar FF)           |
|    | Island  | F   | Birkir Már Sævarsson (från Brann)          |
|    | Sverige | MF  | Philip Haglund (från IFK Göteborg)         |
|    | Sverige | MV  | William Eskelinen (från Värmdö IF)         |
|    | Sverige | MF  | Dusan Jajic (från IFK Haninge/Brandbergen) |
|    | Norge   | F   | Mats Solheim (från Kalmar FF)              |
|    | Sverige | A   | Isac Lidberg (Uppflyttad från U19-laget)   |

| Nr | Land          | Pos | Namn                                       |
| -- | ------------- | --- | ------------------------------------------ |
|    | Sverige       | F   | Daniel Theorin (till IK Frej)              |
|    | Sverige       | F   | Sebastian Ludzik (till Nyköpings BIS)      |
|    | Sverige       | MF  | Nicklas Lindqvist (till Nyköpings BIS)     |
|    | Sverige       | A   | Andreas Haddad (till Assyriska FF)         |
|    | Nederländerna | F   | Michael Timisela (Klubb ej klar)           |
|    | Sverige       | F   | Jonathan Tamimi (till Jönköpings Södra)    |
|    | Sverige       | A   | Sinan Ayranci (Klubb ej klar)              |
|    | Sverige       | MV  | William Eskelinen (Utlånad till Värmdö IF) |

| Nr | Land          | Pos | Namn                                       |
| -- | ------------- | --- | ------------------------------------------ |
|    | Sverige       | F   | Daniel Theorin (till IK Frej)              |
|    | Sverige       | F   | Sebastian Ludzik (till Nyköpings BIS)      |
|    | Sverige       | MF  | Nicklas Lindqvist (till Nyköpings BIS)     |
|    | Sverige       | A   | Andreas Haddad (till Assyriska FF)         |
|    | Nederländerna | F   | Michael Timisela (Klubb ej klar)           |
|    | Sverige       | F   | Jonathan Tamimi (till Jönköpings Södra)    |
|    | Sverige       | A   | Sinan Ayranci (Klubb ej klar)              |
|    | Sverige       | MV  | William Eskelinen (Utlånad till Värmdö IF) |

### Helsingborgs IF
| Nr | Land    | Pos | Namn                                    |
| -- | ------- | --- | --------------------------------------- |
|    | Sverige | MF  | Anton Wede (från Falkenbergs FF)        |
|    | USA     | MV  | Matt Pyzdrowski (från Ängelholms FF)    |
|    | Togo    | MF  | Lalawélé Atakora (från AIK)             |
|    | Sverige | A   | Mohamed Ramadan (från IFK Malmö)        |
|    | Sverige | MF  | Astrit Ajdarević (från Standard Liège)  |
|    | Danmark | F   | Fredrik Helstrup (Inlånad från Horsens) |

| Nr | Land    | Pos | Namn                                    |
| -- | ------- | --- | --------------------------------------- |
|    | Sverige | MF  | Anton Wede (från Falkenbergs FF)        |
|    | USA     | MV  | Matt Pyzdrowski (från Ängelholms FF)    |
|    | Togo    | MF  | Lalawélé Atakora (från AIK)             |
|    | Sverige | A   | Mohamed Ramadan (från IFK Malmö)        |
|    | Sverige | MF  | Astrit Ajdarević (från Standard Liège)  |
|    | Danmark | F   | Fredrik Helstrup (Inlånad från Horsens) |

| Nr | Land      | Pos | Namn                                         |
| -- | --------- | --- | -------------------------------------------- |
|    | Brasilien | A   | Álvaro Santos (Klubb ej klar)                |
|    | Sverige   | F   | Christoffer Andersson (till Halmstads BK)    |
|    | Sverige   | MF  | Måns Ekvall (till Landskrona BoIS)           |
|    | Ghana     | A   | David Accam (till Chicago Fire)              |
|    | Sverige   | MV  | Måns Lagmark (till Eskilsminne IF)           |
|    | Sverige   | MF  | David Svensson (till Motala AIF)             |
|    | Sverige   | MV  | Andreas Linde (till Molde)                   |
|    | Sverige   | MF  | Rasmus Lindgren (till Avesta AIK)            |
|    | Sverige   | MF  | Elias Andersson (Utlånad till Varbergs BoIS) |
|    | Island    | MF  | Arnór Smárason (Utlånad till Torpedo Moskva) |

| Nr | Land      | Pos | Namn                                         |
| -- | --------- | --- | -------------------------------------------- |
|    | Brasilien | A   | Álvaro Santos (Klubb ej klar)                |
|    | Sverige   | F   | Christoffer Andersson (till Halmstads BK)    |
|    | Sverige   | MF  | Måns Ekvall (till Landskrona BoIS)           |
|    | Ghana     | A   | David Accam (till Chicago Fire)              |
|    | Sverige   | MV  | Måns Lagmark (till Eskilsminne IF)           |
|    | Sverige   | MF  | David Svensson (till Motala AIF)             |
|    | Sverige   | MV  | Andreas Linde (till Molde)                   |
|    | Sverige   | MF  | Rasmus Lindgren (till Avesta AIK)            |
|    | Sverige   | MF  | Elias Andersson (Utlånad till Varbergs BoIS) |
|    | Island    | MF  | Arnór Smárason (Utlånad till Torpedo Moskva) |

### IF Elfsborg
| Nr | Land    | Pos | Namn                                               |
| -- | ------- | --- | -------------------------------------------------- |
|    | Sverige | MF  | Simon Lundevall (från Gefle IF)                    |
|    | Sverige | A   | Viktor Götesson (från Mjällby AIF)                 |
|    | Sverige | F   | Jesper Manns (från Jönköpings Södra)               |
|    | Sverige | MF  | Emir Bajrami (från Panathinaikos)                  |
|    | Sverige | A   | Viktor Prodell (Inlånad från Mechelen)             |
|    | Sverige | MF  | Arjan Mostafa (Uppflyttad från U19-laget)          |
|    | Sverige | F   | Viktor Nilsson (Uppflyttad från U19-laget)         |
|    | Sverige | MF  | Sebastian Loyola-Nydén (Uppflyttad från U19-laget) |
|    | Sverige | F   | Eric Nilsson (Uppflyttad från U19-laget)           |
|    | Sverige | MF  | Rasmus Rosenqvist (Uppflyttad från U19-laget)      |

| Nr | Land    | Pos | Namn                                               |
| -- | ------- | --- | -------------------------------------------------- |
|    | Sverige | MF  | Simon Lundevall (från Gefle IF)                    |
|    | Sverige | A   | Viktor Götesson (från Mjällby AIF)                 |
|    | Sverige | F   | Jesper Manns (från Jönköpings Södra)               |
|    | Sverige | MF  | Emir Bajrami (från Panathinaikos)                  |
|    | Sverige | A   | Viktor Prodell (Inlånad från Mechelen)             |
|    | Sverige | MF  | Arjan Mostafa (Uppflyttad från U19-laget)          |
|    | Sverige | F   | Viktor Nilsson (Uppflyttad från U19-laget)         |
|    | Sverige | MF  | Sebastian Loyola-Nydén (Uppflyttad från U19-laget) |
|    | Sverige | F   | Eric Nilsson (Uppflyttad från U19-laget)           |
|    | Sverige | MF  | Rasmus Rosenqvist (Uppflyttad från U19-laget)      |

| Nr | Land    | Pos | Namn                                     |
| -- | ------- | --- | ---------------------------------------- |
|    | Danmark | A   | Mikkel Beckmann (till Hobro IK)          |
|    | Sverige | A   | Alibek Aliev (till CSKA Moskva)          |
|    | Sverige | F   | Johan Larsson (till Brøndby)             |
|    | Sverige | F   | Tom Söderberg (till BK Häcken)           |
|    | Sverige | A   | Victor Rotting (Utlånad till Örgryte IS) |

| Nr | Land    | Pos | Namn                                     |
| -- | ------- | --- | ---------------------------------------- |
|    | Danmark | A   | Mikkel Beckmann (till Hobro IK)          |
|    | Sverige | A   | Alibek Aliev (till CSKA Moskva)          |
|    | Sverige | F   | Johan Larsson (till Brøndby)             |
|    | Sverige | F   | Tom Söderberg (till BK Häcken)           |
|    | Sverige | A   | Victor Rotting (Utlånad till Örgryte IS) |

### IFK Göteborg
| Nr | Land    | Pos | Namn                                        |
| -- | ------- | --- | ------------------------------------------- |
|    | Norge   | F   | Haitam Aleesami (från Fredrikstad)          |
|    | Sverige | F   | Tom Pettersson (från Åtvidabergs FF)        |
|    | Sverige | A   | Mikael Boman (från Halmstads BK)            |
|    | Ghana   | MF  | Prosper Kasim (från Inter Alliance)         |
|    | Ghana   | MF  | Lawson Sabah (från Inter Alliance)          |
|    | USA     | F   | Heath Pearce (från Montreal Impact)         |
|    | Danmark | MF  | Jakob Ankersen (från Esbjerg)               |
|    | Norge   | F   | Thomas Rogne (från Wigan Athletic)          |
|    | Danmark | A   | Thomas Mikkelsen (från Odense)              |
|    | Sverige | MF  | Sebastian Eriksson (Inlånad från Cagliari)  |
|    | Sverige | F   | Billy Nordström (Uppflyttad från U19-laget) |
|    | Sverige | MF  | Karl Bohm (Uppflyttad från U19-laget)       |

| Nr | Land    | Pos | Namn                                        |
| -- | ------- | --- | ------------------------------------------- |
|    | Norge   | F   | Haitam Aleesami (från Fredrikstad)          |
|    | Sverige | F   | Tom Pettersson (från Åtvidabergs FF)        |
|    | Sverige | A   | Mikael Boman (från Halmstads BK)            |
|    | Ghana   | MF  | Prosper Kasim (från Inter Alliance)         |
|    | Ghana   | MF  | Lawson Sabah (från Inter Alliance)          |
|    | USA     | F   | Heath Pearce (från Montreal Impact)         |
|    | Danmark | MF  | Jakob Ankersen (från Esbjerg)               |
|    | Norge   | F   | Thomas Rogne (från Wigan Athletic)          |
|    | Danmark | A   | Thomas Mikkelsen (från Odense)              |
|    | Sverige | MF  | Sebastian Eriksson (Inlånad från Cagliari)  |
|    | Sverige | F   | Billy Nordström (Uppflyttad från U19-laget) |
|    | Sverige | MF  | Karl Bohm (Uppflyttad från U19-laget)       |

| Nr | Land       | Pos | Namn                                                  |
| -- | ---------- | --- | ----------------------------------------------------- |
|    | Sverige    | F   | Ludwig Augustinsson (till FC Köpenhamn)               |
|    | Norge      | F   | Kjetil Waehler (till Vålerenga)                       |
|    | Sverige    | MF  | Hampus Zackrisson (till Degerfors IF)                 |
|    | Sydafrika  | MF  | May Mahlangu (till Konyaspor)                         |
|    | Sverige    | MF  | Jakob Johansson (till AEK Aten)                       |
|    | Sverige    | F   | Jonathan Azulay (till Östersunds FK)                  |
|    | Sverige    | MF  | Joel Allansson (till Randers)                         |
|    | Sverige    | MF  | Philip Haglund (till Hammarby IF)                     |
|    | Sverige    | MF  | Nordin Gerzic (till Örebro SK)                        |
|    | Brasilien  | MF  | Daniel Sobralense (till Fortaleza)                    |
|    | Senegal    | A   | Malick Mané (Utlånad till Hønefoss)                   |
|    | Danmark    | A   | Kenneth Zohore (återvänder efter lån till Fiorentina) |
|    | Costa Rica | MF  | Diego Calvo (återvänder efter lån till Vålerenga)     |

| Nr | Land       | Pos | Namn                                                  |
| -- | ---------- | --- | ----------------------------------------------------- |
|    | Sverige    | F   | Ludwig Augustinsson (till FC Köpenhamn)               |
|    | Norge      | F   | Kjetil Waehler (till Vålerenga)                       |
|    | Sverige    | MF  | Hampus Zackrisson (till Degerfors IF)                 |
|    | Sydafrika  | MF  | May Mahlangu (till Konyaspor)                         |
|    | Sverige    | MF  | Jakob Johansson (till AEK Aten)                       |
|    | Sverige    | F   | Jonathan Azulay (till Östersunds FK)                  |
|    | Sverige    | MF  | Joel Allansson (till Randers)                         |
|    | Sverige    | MF  | Philip Haglund (till Hammarby IF)                     |
|    | Sverige    | MF  | Nordin Gerzic (till Örebro SK)                        |
|    | Brasilien  | MF  | Daniel Sobralense (till Fortaleza)                    |
|    | Senegal    | A   | Malick Mané (Utlånad till Hønefoss)                   |
|    | Danmark    | A   | Kenneth Zohore (återvänder efter lån till Fiorentina) |
|    | Costa Rica | MF  | Diego Calvo (återvänder efter lån till Vålerenga)     |

### IFK Norrköping
| Nr | Land    | Pos | Namn                                      |
| -- | ------- | --- | ----------------------------------------- |
|    | Finland | MF  | Daniel Sjölund (från Åtvidabergs FF)      |
|    | Sverige | MF  | Nicklas Bärkroth (från IF Brommapojkarna) |
|    | Sverige | A   | Joel Enarsson (från Mjällby AIF)          |
|    | Sverige | F   | Adnan Kojic (Uppflyttad från U19-laget)   |

| Nr | Land    | Pos | Namn                                      |
| -- | ------- | --- | ----------------------------------------- |
|    | Finland | MF  | Daniel Sjölund (från Åtvidabergs FF)      |
|    | Sverige | MF  | Nicklas Bärkroth (från IF Brommapojkarna) |
|    | Sverige | A   | Joel Enarsson (från Mjällby AIF)          |
|    | Sverige | F   | Adnan Kojic (Uppflyttad från U19-laget)   |

| Nr | Land         | Pos | Namn                                               |
| -- | ------------ | --- | -------------------------------------------------- |
|    | Sverige      | MF  | James Frempong (Klubb ej klar)                     |
|    | Luxemburg    | MF  | Lars Krogh Gerson (till GIF Sundsvall)             |
|    | Sverige      | MV  | Andreas Lindberg (Klubb ej klar)                   |
|    | Norge        | F   | Edvard Skagestad (till Ålesund)                    |
|    | Sverige      | MV  | Edvard Setterberg (Utlånad till IF Sylvia)         |
|    | Sverige      | F   | Henrik Castegren (Utlånad till IF Sylvia)          |
|    | Sverige      | F   | Erik Lindell (Utlånad till IF Sylvia)              |
|    | Sverige      | MF  | Tesfaldet Tekie (Utlånad till IF Sylvia)           |
|    | Sverige      | A   | Tidjani Diawara (Utlånad till IF Sylvia)           |
|    | Sierra Leone | A   | Alhaji Kamara (Utlånad till Johor Darul Takzim FC) |

| Nr | Land         | Pos | Namn                                               |
| -- | ------------ | --- | -------------------------------------------------- |
|    | Sverige      | MF  | James Frempong (Klubb ej klar)                     |
|    | Luxemburg    | MF  | Lars Krogh Gerson (till GIF Sundsvall)             |
|    | Sverige      | MV  | Andreas Lindberg (Klubb ej klar)                   |
|    | Norge        | F   | Edvard Skagestad (till Ålesund)                    |
|    | Sverige      | MV  | Edvard Setterberg (Utlånad till IF Sylvia)         |
|    | Sverige      | F   | Henrik Castegren (Utlånad till IF Sylvia)          |
|    | Sverige      | F   | Erik Lindell (Utlånad till IF Sylvia)              |
|    | Sverige      | MF  | Tesfaldet Tekie (Utlånad till IF Sylvia)           |
|    | Sverige      | A   | Tidjani Diawara (Utlånad till IF Sylvia)           |
|    | Sierra Leone | A   | Alhaji Kamara (Utlånad till Johor Darul Takzim FC) |

### Kalmar FF
| Nr | Land    | Pos | Namn                                       |
| -- | ------- | --- | ------------------------------------------ |
|    | Sverige | F   | Viktor Agardius (från Mjällby AIF)         |
|    | Sverige | MF  | Muktar Ahmed (från FK Karlskrona)          |
|    | Sverige | A   | Marcus Antonsson (från Halmstads BK)       |
|    | Sverige | MF  | Rasmus Elm (från CSKA Moskva)              |
|    | Sverige | MF  | Viktor Elm (från AZ Alkmaar)               |
|    | Sverige | MF  | Peter Westberg (Uppflyttad från U19-laget) |
|    | Sverige | F   | Giga Chkheidze (Uppflyttad från U19-laget) |

| Nr | Land    | Pos | Namn                                       |
| -- | ------- | --- | ------------------------------------------ |
|    | Sverige | F   | Viktor Agardius (från Mjällby AIF)         |
|    | Sverige | MF  | Muktar Ahmed (från FK Karlskrona)          |
|    | Sverige | A   | Marcus Antonsson (från Halmstads BK)       |
|    | Sverige | MF  | Rasmus Elm (från CSKA Moskva)              |
|    | Sverige | MF  | Viktor Elm (från AZ Alkmaar)               |
|    | Sverige | MF  | Peter Westberg (Uppflyttad från U19-laget) |
|    | Sverige | F   | Giga Chkheidze (Uppflyttad från U19-laget) |

| Nr | Land      | Pos | Namn                                                |
| -- | --------- | --- | --------------------------------------------------- |
|    | Brasilien | A   | Daniel Mendes (till Minnesota United)               |
|    | Sverige   | A   | Måns Söderqvist (till Hammarby IF)                  |
|    | Sverige   | F   | Rasmus Sjöstedt (till Falkenbergs FF)               |
|    | Norge     | F   | Mats Solheim (till Hammarby IF)                     |
|    | Sverige   | MV  | Lucas Hägg Johansson (Utlånad till Oskarshamns AIK) |
|    | Zimbabwe  | MF  | Archford Gutu (Utlånad till IFK Värnamo)            |
|    | Sverige   | MF  | Peter Westberg (Utlånad till Oskarshamns AIK)       |

| Nr | Land      | Pos | Namn                                                |
| -- | --------- | --- | --------------------------------------------------- |
|    | Brasilien | A   | Daniel Mendes (till Minnesota United)               |
|    | Sverige   | A   | Måns Söderqvist (till Hammarby IF)                  |
|    | Sverige   | F   | Rasmus Sjöstedt (till Falkenbergs FF)               |
|    | Norge     | F   | Mats Solheim (till Hammarby IF)                     |
|    | Sverige   | MV  | Lucas Hägg Johansson (Utlånad till Oskarshamns AIK) |
|    | Zimbabwe  | MF  | Archford Gutu (Utlånad till IFK Värnamo)            |
|    | Sverige   | MF  | Peter Westberg (Utlånad till Oskarshamns AIK)       |

### Malmö FF
| Nr | Land    | Pos | Namn                                                  |
| -- | ------- | --- | ----------------------------------------------------- |
|    | Sverige | MF  | Erik Andersson (från Landskrona BoIS)                 |
|    | Sverige | MF  | Oscar Lewicki (från BK Häcken)                        |
|    | Sverige | MF  | Tobias Sana (från Ajax)                               |
|    | Norge   | MF  | Jo Inge Berget (från Cardiff City)                    |
|    | Norge   | MF  | Magnus Wolff Eikrem (från Cardiff City)               |
|    | Peru    | F   | Yoshimar Yotún (från Sporting Cristal)                |
|    | Norge   | F   | Andreas Vindheim (från Brann)                         |
|    | Sverige | F   | Rasmus Bengtsson (från Twente)                        |
|    | Sverige | F   | Tobias Malm (återvänder efter lån till Östersunds FK) |
|    | Sverige | F   | Franz Brorsson (Uppflyttad från U19-laget)            |
|    | Sverige | MV  | Marko Johansson (Uppflyttad från U19-laget)           |

| Nr | Land    | Pos | Namn                                                  |
| -- | ------- | --- | ----------------------------------------------------- |
|    | Sverige | MF  | Erik Andersson (från Landskrona BoIS)                 |
|    | Sverige | MF  | Oscar Lewicki (från BK Häcken)                        |
|    | Sverige | MF  | Tobias Sana (från Ajax)                               |
|    | Norge   | MF  | Jo Inge Berget (från Cardiff City)                    |
|    | Norge   | MF  | Magnus Wolff Eikrem (från Cardiff City)               |
|    | Peru    | F   | Yoshimar Yotún (från Sporting Cristal)                |
|    | Norge   | F   | Andreas Vindheim (från Brann)                         |
|    | Sverige | F   | Rasmus Bengtsson (från Twente)                        |
|    | Sverige | F   | Tobias Malm (återvänder efter lån till Östersunds FK) |
|    | Sverige | F   | Franz Brorsson (Uppflyttad från U19-laget)            |
|    | Sverige | MV  | Marko Johansson (Uppflyttad från U19-laget)           |

| Nr | Land      | Pos | Namn                                           |
| -- | --------- | --- | ---------------------------------------------- |
|    | Sverige   | F   | Matias Concha (Slutar)                         |
|    | Sverige   | A   | Petter Thelin (till Kramfors-Alliansen)        |
|    | Sverige   | MF  | Simon Thern (till Heerenveen)                  |
|    | Brasilien | F   | Ricardinho (till Gabala FK)                    |
|    | Sverige   | A   | Magnus Eriksson (till Guizhou Renhe FC)        |
|    | Sverige   | MF  | Emil Forsberg (till RB Leipzig)                |
|    | Finland   | MF  | Markus Halsti (till DC United)                 |
|    | Sverige   | A   | Isaac Kiese Thelin (till Bordeaux)             |
|    | Sverige   | A   | Alexander Nilsson (till Qormi)                 |
|    | Sverige   | F   | Tobias Malm (till Lunds BK)                    |
|    | Sverige   | F   | Alexander Blomqvist (Utlånad till IFK Värnamo) |
|    | Ghana     | A   | Benjamin Fadi (Utlånad till Mjällby AIF)       |
|    | Sverige   | MV  | Sixten Mohlin (Utlånad till Västerås SK)       |
|    | Sverige   | MF  | Amin Nazari (Utlånad till Fredrikstad FK)      |
|    | Sverige   | F   | Johan Hammar (Utlånad till Fredrikstad FK)     |
|    | Sverige   | MF  | Piotr Johansson (Utlånad till Ängelholms FF)   |
|    | Sverige   | MF  | Petar Petrovic (Utlånad till IFK Värnamo)      |

| Nr | Land      | Pos | Namn                                           |
| -- | --------- | --- | ---------------------------------------------- |
|    | Sverige   | F   | Matias Concha (Slutar)                         |
|    | Sverige   | A   | Petter Thelin (till Kramfors-Alliansen)        |
|    | Sverige   | MF  | Simon Thern (till Heerenveen)                  |
|    | Brasilien | F   | Ricardinho (till Gabala FK)                    |
|    | Sverige   | A   | Magnus Eriksson (till Guizhou Renhe FC)        |
|    | Sverige   | MF  | Emil Forsberg (till RB Leipzig)                |
|    | Finland   | MF  | Markus Halsti (till DC United)                 |
|    | Sverige   | A   | Isaac Kiese Thelin (till Bordeaux)             |
|    | Sverige   | A   | Alexander Nilsson (till Qormi)                 |
|    | Sverige   | F   | Tobias Malm (till Lunds BK)                    |
|    | Sverige   | F   | Alexander Blomqvist (Utlånad till IFK Värnamo) |
|    | Ghana     | A   | Benjamin Fadi (Utlånad till Mjällby AIF)       |
|    | Sverige   | MV  | Sixten Mohlin (Utlånad till Västerås SK)       |
|    | Sverige   | MF  | Amin Nazari (Utlånad till Fredrikstad FK)      |
|    | Sverige   | F   | Johan Hammar (Utlånad till Fredrikstad FK)     |
|    | Sverige   | MF  | Piotr Johansson (Utlånad till Ängelholms FF)   |
|    | Sverige   | MF  | Petar Petrovic (Utlånad till IFK Värnamo)      |

### Åtvidabergs FF
| Nr | Land     | Pos | Namn                                            |
| -- | -------- | --- | ----------------------------------------------- |
|    | Sverige  | MF  | Ammar Ahmed (från Östersunds FK)                |
|    | Sverige  | MF  | Mauricio Albornoz (från IF Brommapojkarna)      |
|    | Kroatien | A   | Mario Jelavic (från Atlético Madrid C)          |
|    | Sverige  | F   | Martin Lorentzson (från AIK)                    |
|    | Finland  | MF  | Simon Skrabb (Inlånad från FF Jaro)             |
|    | Portugal | MF  | Ruben Lameiras (Inlånad från Tottenham Hotspur) |
|    | Sverige  | MF  | David Lundgren (Uppflyttad från U19-laget)      |

| Nr | Land     | Pos | Namn                                            |
| -- | -------- | --- | ----------------------------------------------- |
|    | Sverige  | MF  | Ammar Ahmed (från Östersunds FK)                |
|    | Sverige  | MF  | Mauricio Albornoz (från IF Brommapojkarna)      |
|    | Kroatien | A   | Mario Jelavic (från Atlético Madrid C)          |
|    | Sverige  | F   | Martin Lorentzson (från AIK)                    |
|    | Finland  | MF  | Simon Skrabb (Inlånad från FF Jaro)             |
|    | Portugal | MF  | Ruben Lameiras (Inlånad från Tottenham Hotspur) |
|    | Sverige  | MF  | David Lundgren (Uppflyttad från U19-laget)      |

| Nr | Land             | Pos | Namn                                          |
| -- | ---------------- | --- | --------------------------------------------- |
|    | Finland          | MF  | Daniel Sjölund (till IFK Norrköping)          |
|    | Sverige          | F   | George Tanzi (till Motala AIF)                |
|    | Sverige          | F   | Tom Pettersson (till IFK Göteborg)            |
|    | Danmark          | F   | Allan Olesen (till Fremad Amager)             |
|    | Sverige          | MF  | Olle Karlsson (till BK Forward)               |
|    | Palestina (stat) | MF  | Imad Zatara (Klubb ej klar)                   |
|    | Ghana            | MF  | Mohammed Abubakari (till BK Häcken)           |
|    | Brasilien        | A   | Ricardo Santos (till Guizhou Renhe FC)        |
|    | Ghana            | MF  | Emmanuel Dogbe (Utlånad till Oskarshamns AIK) |
|    | Sverige          | A   | Joel Rajalakso (Utlånad till Östers IF)       |

| Nr | Land             | Pos | Namn                                          |
| -- | ---------------- | --- | --------------------------------------------- |
|    | Finland          | MF  | Daniel Sjölund (till IFK Norrköping)          |
|    | Sverige          | F   | George Tanzi (till Motala AIF)                |
|    | Sverige          | F   | Tom Pettersson (till IFK Göteborg)            |
|    | Danmark          | F   | Allan Olesen (till Fremad Amager)             |
|    | Sverige          | MF  | Olle Karlsson (till BK Forward)               |
|    | Palestina (stat) | MF  | Imad Zatara (Klubb ej klar)                   |
|    | Ghana            | MF  | Mohammed Abubakari (till BK Häcken)           |
|    | Brasilien        | A   | Ricardo Santos (till Guizhou Renhe FC)        |
|    | Ghana            | MF  | Emmanuel Dogbe (Utlånad till Oskarshamns AIK) |
|    | Sverige          | A   | Joel Rajalakso (Utlånad till Östers IF)       |

### Örebro SK
| Nr | Land    | Pos | Namn                                                        |
| -- | ------- | --- | ----------------------------------------------------------- |
|    | Sverige | MV  | Douglas Bjäresten (från AFK Linköping)                      |
|    | Sverige | MF  | Nordin Gerzic (från IFK Göteborg)                           |
|    | Island  | F   | Hjörtur Logi Valdarsson (från Sogndal)                      |
|    | Jamaica | A   | Michael Seaton (Inlånad från DC United)                     |
|    | Sverige | MF  | Sebastian Ring (Uppflyttad från U19-laget)                  |
|    | Island  | F   | Eidur Sigurbjörnsson (återvänder från lån till Sandnes Ulf) |

| Nr | Land    | Pos | Namn                                                        |
| -- | ------- | --- | ----------------------------------------------------------- |
|    | Sverige | MV  | Douglas Bjäresten (från AFK Linköping)                      |
|    | Sverige | MF  | Nordin Gerzic (från IFK Göteborg)                           |
|    | Island  | F   | Hjörtur Logi Valdarsson (från Sogndal)                      |
|    | Jamaica | A   | Michael Seaton (Inlånad från DC United)                     |
|    | Sverige | MF  | Sebastian Ring (Uppflyttad från U19-laget)                  |
|    | Island  | F   | Eidur Sigurbjörnsson (återvänder från lån till Sandnes Ulf) |

| Nr | Land      | Pos | Namn                                                       |
| -- | --------- | --- | ---------------------------------------------------------- |
|    | Sverige   | F   | Magnus Wikström (Klubb ej klar)                            |
|    | Sverige   | MF  | Mohammed Saeid (till Columbus Crew)                        |
|    | Sverige   | A   | William Atashkadeh (till Örgryte IS)                       |
|    | Sverige   | F   | Boris Lumbana (till Degerfors IF)                          |
|    | Kosovo    | F   | Ilir Berisha (till Gefle IF)                               |
|    | Sverige   | MF  | Tobias Nilsson (till Jönköpings Södra)                     |
|    | Sverige   | MF  | Lukman Murad (Utlånad till BK Forward)                     |
|    | Brasilien | MF  | Daniel Sobralense (återvänder efter lån från IFK Göteborg) |

| Nr | Land      | Pos | Namn                                                       |
| -- | --------- | --- | ---------------------------------------------------------- |
|    | Sverige   | F   | Magnus Wikström (Klubb ej klar)                            |
|    | Sverige   | MF  | Mohammed Saeid (till Columbus Crew)                        |
|    | Sverige   | A   | William Atashkadeh (till Örgryte IS)                       |
|    | Sverige   | F   | Boris Lumbana (till Degerfors IF)                          |
|    | Kosovo    | F   | Ilir Berisha (till Gefle IF)                               |
|    | Sverige   | MF  | Tobias Nilsson (till Jönköpings Södra)                     |
|    | Sverige   | MF  | Lukman Murad (Utlånad till BK Forward)                     |
|    | Brasilien | MF  | Daniel Sobralense (återvänder efter lån från IFK Göteborg) |